# Sisowath Kossamak
Sisowath Kossamak (9 april 1904 - 27 april 1975) was koningin van Cambodja en later de vertegenwoordigster van de monarchie in dat land.
Kossamak werd geboren als prinses want ze was de dochter van koning Sisowath Monivong en zijn vrouw Norodom Kanviman Norleak Tevi. Na de dood van koning Monivong in 1941 bekleedde haar zoon Sihanouk de troon tot 1955. In dat jaar stond Sihanouk de troon af aan zijn vader Suramarit, de echtgenoot van Kossamak. Hij regeerde tot zijn dood in 1960. In 1960 nam Sihanouk de rol van staatshoofd op zich, terwijl zijn moeder Kossamak de rol van vertegenwoordigster van de monarchie op zich nam. Zij bekleedde deze functie tot de coup van 1970 die van Cambodja een republiek maakte. Sihanouk vluchtte naar China, terwijl Kossamak onder huisarrest werd gehouden. In 1973 mocht zij naar haar zoon toe in Beijing, waar ze 2 jaar later zou sterven.
Zij was de oudere zuster van twee premiers van Cambodja: prins Sisowath Monireth (1909-1975), premier van Cambodja van 1945 tot 1946 en prins Sisowath Monipong (1912-1956), premier van Cambodja van 1950 tot 1951.